# Arracacia peruviana
Arracacia peruviana là một loài thực vật có hoa trong họ Hoa tán. Loài này được (H.Wolff) Constance mô tả khoa học đầu tiên năm 1949.